# نيلس اريكسون
نيلس اريكسون (بالسويدية: Nils Ericson)‏ هو مغني وممثل سويدي، ولد في 14 مارس 1906 في السويد، وتوفي بنفس المكان في 6 أبريل 1980.

## وصلات خارجية
- نيلس اريكسون على موقع IMDb (الإنجليزية)
- نيلس اريكسون على موقع قاعدة بيانات الأفلام السويدية (السويدية)
- نيلس اريكسون على موقع قاعدة بيانات الفيلم (الإنجليزية)
- نيلس اريكسون على موقع كينوبويسك (الروسية)